# Neptis jordani
Neptis jordani là một loài bướm ngày thuộc họ Nymphalidae. Nó được tìm thấy ở Châu Phi hạ Sahara.
Sải cánh dài 38–42 mm đối với con đực và 44–45 mm đối với con cái. Con trưởng thành có thể bay quanh năm.

## Hình ảnh

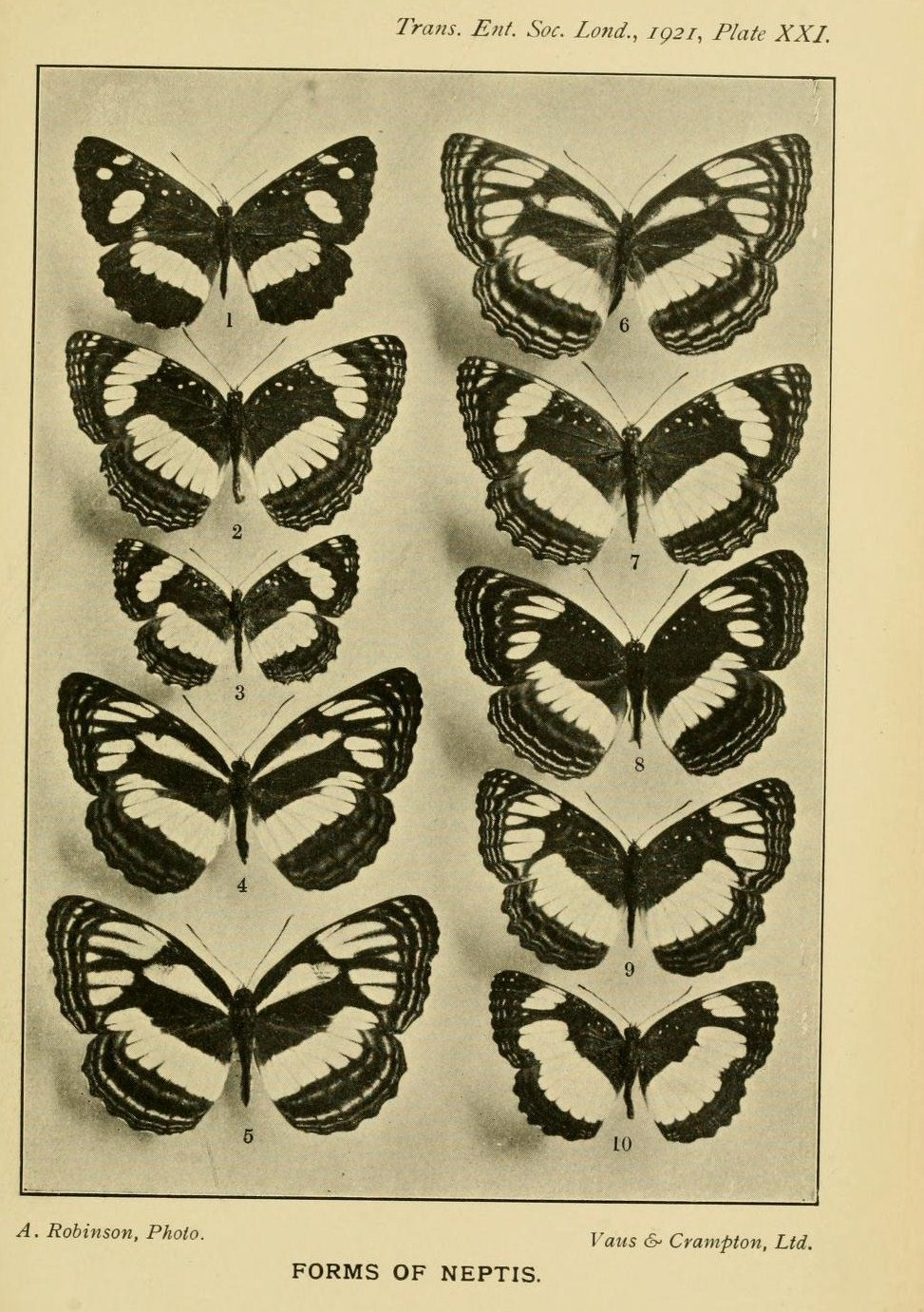